# Salim Aliyow Ibrow
Salim Aliyow Ibrow és un polític de Somàlia del clan rahanweyn.
Va estudiar a Somàlia i a Itàlia, i va donar classes a la Universitat de Mogadiscio fins al 1991. Després va viure a Austràlia, (on va obtenir la nacionalitat) retornant a Somàlia el 2000.
Va ocupar diversos ministeris al Govern Federal de Transició (Finances 2004-2006, Ramats 2006-2008, i Cultura i Educació Superior 2007-2008). Fou designat comissionat de la UNESCO a Somàlia. El gener de 2007 fou candidat a la presidencia (speaker) del Parlament Federal de Transició, però no va arribar a la votació final.
Al darrer govern d'Ali Mohammed Ghedi fou viceprimer ministre. Quan Ghedi va dimitir per diferències amb el president Abdullahi Yusuf Ahmed (29 d'octubre del 2007) va ocupar interimament el càrrec de primer ministre. El 22 de novembre del 2007 fou designat primer ministre Nur Hassan Hussein i Ibrow fou designat ministre de Justicia i Afers Religiosos en el seu govern.